# Elizabeth Finlayson Gauld
Elizabeth Finlayson Gauld, geborene Elizabeth Russell (* ca. 1863; † 1941 in Edinburgh) war eine schottisch-britische Suffragette. Sie war auch in der Kampagne für die schottische Unabhängigkeit und in Amateurtheaterproduktionen aktiv.

## Leben
Zu Gaulds Jugend und Lebensdaten ist nicht viel überliefert; sie heiratete John Finlayson Gauld 1901.
1905 wird sie in einem Pressebericht als Rednerin auf einer Veranstaltung der Abstinenzbewegung auf dem Grassmarket in Edinburgh erwähnt wird. In einer weiteren Meldung von 1912 wird noch einmal auf eine von ihr gemachte Verbindung zwischen der Frauenwahlrechtsfrage zur Moral und zur Abstinenz hingewiesen.
Laut dem Nachruf ihres Mannes spielte Gauld eine „herausragende Rolle in der Frauenwahlrechtsbewegung“. Gaulds Engagement für die Frauenwahlrechtsbewegung begann im Jahr 1909, als sie eineHalf Crown (30 Pence) für die Women’s Social and Political Union (WSPU) in Edinburgh spendete.
Im Jahr 1910 hielt Gauld zahlreiche Reden in Edinburgh und Umgebung. So sprach sie beispielsweise im August bei einem Hot scone tea über eine Londoner Suffrage-Demonstration. Ein speziell eingeladenes Publikum von Lehrern, die im selben Monat Edinburgh besuchten, wurde zu einer Veranstaltung mit Gauld in der Edinburgher WSPU-NIederlassung am Melville Place eingeladen. Bereits im Juli 1910 hatte sie eine Open-Air-Wahlrechtsveranstaltung moderiert. Im November war sie an der Vorbereitung von speziellen Regenschirmen beteiligt, die mit dem aufgemalten Slogan „Votes for Women“ durch Edinburgh getragen werden sollten. Solche Kampagnen-Aktivitäten wurden zum Beispiel von Anna Howard Shaw, der Präsidentin der National American Woman Suffrage Association, lobend erwähnt. Zum Abschluss des Jahres protestierte Gauld vor dem Edinburgh King's Theatre anlässlich eines Besuchs von David Lloyd George.
Ein wichtiges Ereignis im Jahr 1911, an dessen Leitung Gauld beteiligt war, war die Demonstration gegen die Ablehnung der sogenannten Conciliation Bill, bei der sie zusammen mit Anna Munro und Alexia B. Jack von einem Lastwagen aus in der Princes Street sprach. In dem Zeitungsbericht wurde erwähnt, dass der Lastwagen in den Farben der Women’s Freedom League (WFL) geschmückt war.
Im darauffolgenden Jahr wurde Gaulds Name bekannt, als sie zusammen mit Muriel Scott auf einer großen öffentlichen Versammlung sprach; beide verteidigten Ethel Moorhead, die das Wallace Sword, das Schwert des schottischen Helden William Wallace beschädigt hatte, um zu zeigen, dass „Freiheit durch Kampf gewonnen“ wird. Außerdem war sie an dem von Florence Gertrude de Fonblanque organisierten Frauenmarsch von Edinburgh nach London beteiligt; Gauld wird in Haddington und Dunbar erwähnt und war zusammen mit Charlotte Despard, Anna Munro und anderen eine wichtige Rednerin auf dem Trafalgar Square. Viele Jahre später (1939) dramatisierte Gauld die Ereignisse im Rahmen einer persönlichen Entwicklungsgeschichte auf der Bühne durch Edinburgh Women’s Citizens’ Association im Little Theatre der Stadt.
Als „bewegenden Appell“ bezeichnete Votes for Women Gaulds Unterstützung für inhaftierte Suffragetten, nachdem sie 1912 vor einer überfüllten Versammlung gesprochen hatte, in der die entlassene Suffragette Agnes Syme Macdonald ihre Erfahrungen im Gefängnis schilderte.  Im selben Artikel wurde erwähnt, dass Gauld die Verantwortung für die Organisation eines Zeitungsverkaufsstandes in der Princes Street übertragen worden war.
Gauld war einer der Hauptrednerinnen gegen die Zwangsernährung bei einer großen Versammlung und anschließenden Demonstration im Jahr 1914. Die Veranstaltung begann mit Nancy A. John und Muriel Scott, die als Gaulds Mitrednerinnen auf dem Charlotte Square auftraten. Ein von der Dudelsackspielerin Bessie Watson angeführter Umzug führte die Demonstrantinnen dann zum Haus von Grace Cadell, wo sich Ethel Moorhead, die vor kurzem im Calton Caol zwangsernährt worden war, in einem „kritischen Zustand“ befand.
Als nach dem Ausbruch des Ersten Weltkriegs die meisten Aktivitäten der Suffragetten ausgesetzt wurden, wandte Gauld ihre Aufmerksamkeit kriegsbezogenen Reden und Veranstaltungen zu. So sprach sie 1915 auf einer Open-Air-Veranstaltung über das Beispiel von Florence Nightingale und die aktuellen Lehren aus ihrem Leben. Nach einem Vortrag eines belgischen Flüchtlings, an dem eine Reihe angesehener Persönlichkeiten teilnahmen, darunter der Lord Provost Robert Kirk Inches, führten Gauld und ihr Mann auf Einladung von Richard Mackie und seiner Frau „gekonnt“ ein Kriegsstück auf. Martialisch äußerte sie sich im selben Jahr bei Rekrutierungsveranstaltung der Royal Scots: „Germany must be crushed“.
Nach dem Krieg engagierte sich Gauld in der Bewegung für die Unabhängigkeit Schottlands; so war sie beispielsweise im Mai 1919 Rednerin in der Edinburgher Society of Arts Hall, und 1922 gehörte sie zu den Teilnehmenden der Veranstaltungen zum William-Wallace-Jubiläum in jenem Jahr. Der Orkney Herald zitierte sie mit den Worten: „Wallace stand für Gefühl, weil Freiheit ein Gefühl war, das das Recht des Volkes forderte, seine eigenen Gesetze zu machen und aufrechtzuerhalten.“
Nachdem ein (eingeschränktes) Frauenwahlrecht am Ende des Krieges realisiert wurde, sprach Gauld sich auch gegen den Ausschluss von Frauen aus dem Anwaltsberuf aus und wird mit den Worten zitiert, dass „aufgeschobene Gerechtigkeit verweigerte Gerechtigkeit ist“. Gaulds fortwährendes Engagement für das gleiche Wahlrecht zeigte sich 1926, als sie die Nachmittagssitzung einer Herbstschule leitete, die von der Edinburgh National Society for Equal Citizenship organisiert worden war. Hauptrednerin war die Sekretärin der National Union of Societies for Equal Citizenship, Frances Balfour. Dies war aber das letzte Mal, dass ihr Name in der Presse im Zusammenhang mit dem Wahlrecht oder anderen Themen dieser Zeit auftauchte.
Gauld und ihr Mann waren viele Jahre lang an Amateurtheaterproduktionen beteiligt, und sie war sowohl Schauspielerin als auch Intendantin. Das Paar arbeitete zusammen als Musik- und Theaterarrangeure, und Gauld war auch als Dramatikerin tätig. Gemeinsam nahmen die Gaulds an Veranstaltungen wie der Grand Celebration of St Andrew's Night in Musselburgh im Jahr 1910 teil. Zwei Jahre später berichtet The Vote, dass das Ehepaar bei einem WSPU-Treffen in Edinburgh mit Liedern und Theaterstücken auftrat und dass die gesamte Unterhaltung von Gauld selbst organisiert worden war. Im Krieg organisierten sie Theateraufführungen zur Unterstützung der Kriegsanstrengungen. Zum Beispiel führten sie 1915 im Empire Theatre in Edinburgh ein eigenes Stück, Elders’ Bairns, auf und spielten auch selbst mit. Es wurde als „gewürzt mit Kleinodien des Humors und schottischer Philosophie“ beschrieben. Gauld beaufsichtigte auch ein „sehr gut aufgenommenes“ Festspiel, das im Oktober 1915 im Donaldson’s Hospital stattfand und bei dem berühmte Frauen vorgestellt wurden. Im Jahr 1916 wurde ein von Gauld selbst geschriebenes Stück zugunsten verwundeter Royal Scots-Soldaten aufgeführt: die Komödie A brass farthing mit großer Besetzung, die im Royal Lyceum Theatre aufgeführt wurde und „begeisterten Beifall“ fand.
Gaulds Engagement für das Theater setzte sich in den 1920er Jahren fort; zu den Höhepunkten gehörte eine Dramatisierung von Walter Scotts Weir of Hermiston. The Scotsman schrieb eine ausführliche und positive Kritik. Bei einer zweiten Aufführung, zwei Wochen später, besprach The Scotsman das Stück erneut, das bei dieser Gelegenheit aufgeführt wurde, um Spenden für den „Warriors' Day“ zu sammeln, und bei dem Gaulds Ehemann die Rolle des „The hanging Judge“ spielte und für seine Leistung gelobt wurde. Gauld stand in losem Kontakt zu ihrer ehemaligen Mitstreiterin für das Frauenwahlrecht, Agnes Henderson Brown, und produzierte Browns Stück The Matrimonial Tea Party im Jahr 1925. Anlässlich des 600. Jahrestages der Verleihung der Stadtrechte an Edinburgh durch Robert the Bruce (1329) wurde ein Maskenspiel in dreizehn Teilen aufgeführt. Gauld war Produzentin der „Gruppe XIII: Burns and Scott, 1786“ und auch als eine der Drehbuchautorinnen aufgeführt. Die Veranstaltung wurde von der Outlook Tower Association organisiert, die gegründet worden war, um die Vision einer Bürgergesellschaft von Patrick Geddes zu fördern. Ebenfalls 1929 wurde bei einer Folkore-Veranstaltung des Scottish Rural Institutes eine „historische Episode“ mit von Gaulds St Margaret of Scotland präsentiert; dies ist das letzte Mal, dass ihr Name in einer öffentlichen Quelle zu finden ist.
Über ihr letztes Lebensjahrzehnt ist nichts bekannt.